# Акжайлау (Жетисайський район)
Акжайла́у (каз. Ақжайлау) — село у складі Жетисайського району Туркестанської області Казахстану. Входить до складу Кизилкумський сільського округу.
У радянські часи село називалось Участок імені Гагаріна чи Гагаріно.
Населення — 57 осіб (2021; 115 у 2009, 102 у 1999, 83 у 1989).